# Blekbent vedstilettfluga
Blekbent vedstilettfluga (Cliorismia ardea) är en tvåvingeart som först beskrevs av Fabricius 1794.  Blekbent vedstilettfluga ingår i släktet Cliorismia och familjen stilettflugor. Enligt den svenska rödlistan är arten starkt hotad i Sverige. Arten förekommer på Gotland. Arten har tidigare förekommit i Götaland men är numera lokalt utdöd. Artens livsmiljö är våtmarker, skogslandskap. Inga underarter finns listade.